# Prvenstvo Hrvatske u bejzbolu 1995.
Prvenstvo Hrvatske u bejzbolu za 1995. je drugi put zaredom osvojila momčad Olimpije iz Karlovca. 

## Prva liga
| mj | klub                | ut | pob | por | bod |
| -- | ------------------- | -- | --- | --- | --- |
| 1. | Zagreb (Zagreb)     | 16 | 15  | 1   | 15  |
| 2. | Olimpija (Karlovac) | 16 | 13  | 3   | 13  |
| 3. | Vindija (Varaždin)  | 16 | 8   | 8   | 8   |
| 4. | Nada (Split)        | 16 | 3   | 13  | 3   |
| 5. | Donat (Zadar)       | 16 | 1   | 15  | 1   |

## Druga liga
| mj | klub                | ut | pob | por | bod |
| -- | ------------------- | -- | --- | --- | --- |
| 1. | Gajnice (Zagreb)    | 4  | 4   | 0   | 4   |
| 2. | Medvednica (Zagreb) | 4  | 2   | 2   | 2   |
| 3. | Nada 80 (Split)     | 4  | 0   | 4   | 0   |

## Doigravanje
| klub1                      | pob-por   | klub2     | rezultati              |
| za prvaka                  | za prvaka | za prvaka | za prvaka              |
| -------------------------- | --------- | --------- | ---------------------- |
| Zagreb                     | 0-4       | Olimpija  | 4:7*, 7:15*, 3:10, 3:5 |
|                            |           |           |                        |
| za treće mjesto            |           |           |                        |
| Vindija                    | 4-0       | Nada      | 9:0*, 9:0*, 9:0, 9:0   |
|                            |           |           |                        |
| Za ulazak u Prvu ligu      |           |           |                        |
| Donat                      | 2-0       | Gajnice   | 9:0*, 9:0*             |
|                            |           |           |                        |
| * domaća utakmica za klub1 |           |           |                        |